# Approval Plan
Con Approval Plan si definisce un particolare accordo di fornitura fra un libraio e una biblioteca, basato sul profilo delle collezioni librarie della biblioteca stessa. L'Approval Plan consente l'acquisto a prezzi scontati di nuove pubblicazioni in tempi brevi e dovrebbe garantire la coerenza nella scelta dei titoli adeguati agli argomenti trattati, evitando dispendio di energia e di tempo ai bibliotecari nella selezione del materiale da acquisire.
Questo compito viene affidato alla responsabilità del fornitore attraverso l'Approval Plan, che assume così la forma di outsourcing. In particolare "si tratta di una soluzione di outsourcing che supera il tradizionale 'libro in visione' poiché l’invio avviene sulla base di precisi accordi con il fornitore e secondo un mirato piano di crescita delle collezioni".
Il primo Approval Plan fu realizzato dal libraio statunitense Richard Abel nel 1962. Da allora l'Approval Plan è stato adottato soprattutto da biblioteche statunitensi, e soltanto in seguito si è diffuso in Europa.
Dal momento che una notevole quantità di materiale fornito viene rifiutata, in particolare perché duplicata o perché non ritenuta adeguata alla collezione, la frequenza con cui avvengono le rese potrebbe suggerire una revisione del profilo su cui è basato l’Approval Plan al fine di ridurre tempi e costi.

## Definizione e scopo
"Secondo la definizione presente nel dizionario online di biblioteconomia ODLIS, l’approval plan è 'un’intesa formale in cui un editore o fornitore si impegna a selezionare e fornire, nell’ambito di accordi per le rese specificati in anticipo, le pubblicazioni appena uscite che siano conformi ad un profilo di sviluppo delle raccolte prestabilito da una biblioteca'."
Le biblioteche utilizzano l'Approval Plan per aumentare l'efficienza nella gestione delle collezioni. Attraverso l'esternalizzazione i tempi di consegna si abbreviano e gli oneri a carico del personale vengono alleggeriti. Inoltre i costi delle acquisizioni diminuiscono, gravando in misura minore sul budget. L'Approval Plan dovrebbe anche favorire le biblioteche nell'espletamento delle procedure relative alle ordinazioni attraverso la tecnologia digitale, intesa in questo caso come Information Lifecycle Management. L'ideale sarebbe precedere l'applicazione dell'Approval Plan con provvedimenti atti a razionalizzare l'organizzazione e il flusso del lavoro.
Alla base di ogni Approval Plan è il profilo delle acquisizioni, in cui sono indicati, ad esempio, autori, tipologie di opere e materie particolarmente rilevanti per una biblioteca. Nel profilo possono essere inserite anche generali condizioni economiche, per non oltrepassare il limite del budget prestabilito. Il profilo è dinamico, in quanto legato ad eventuali variazioni tematiche nelle collezioni delle biblioteche. "Un profilo di Approval plan comprende la definizione di parametri sia di carattere disciplinare, o subject parameters, che di carattere non disciplinare (non subject parameters), ovvero non legati al contenuto dell’opera, come il pubblico destinatario, il tipo di pubblicazione o il supporto". Tra gli elementi che concorrono alla definizione del profilo vi sono:
- "Classificazione semantica (sulla base di uno sistema preventivamente stabilito: Classificazione decimale Dewey, British Industry Classification, Library of Congress Classification ecc.);
- Descrittori derivati da Soggettari e/o Thesauri specialistici;
- Case editrici;
- Collane editoriali (ordini aperti);
- Livello di trattazione (ad esempio, accademico, divulgativo ecc.);
- Numero della edizione (ad esempio, solo prime edizioni);
- Formato editoriale (ad esempio, brossura ecc.);
- Tetto di spesa (annuale e/o di singola opera)".[4]

A tali parametri si aggiunge una stop-list "basata sulle esigenze strettamente di pertinenza interna alla biblioteca", che "stabilisce quali pubblicazioni non devono rientrare nell’approval in quanto di norma sono già oggetto di ordini in continuazione (collane in abbonamento), di ordini aperti, oppure di scambi o doni. Lo scopo è ovviamente di evitare le duplicazioni".
Il secondo presupposto per un Approval Plan è una banca dati aggiornata delle pubblicazioni correnti, in cui siano inclusi man mano i titoli appena usciti. Questi ultimi vengono individuati e adeguati agli standard utilizzati dai librai (ONIX e MARC21). L'incarico viene affidato a personale competente, ad esempio specializzato su determinati argomenti.
L'Approval Plan viene generato attraverso l'allineamento fra questa banca dati e il profilo delle acquisizioni della biblioteca. Inoltre viene confrontato l'intero posseduto della biblioteca per escludere eventuali doppioni dalle nuove ordinazioni. In quale modo la biblioteca effettui una successiva selezione e la procedura di ordinazione dipende dal tipo di Approval Plan, che può essere automatizzato o semiautomatizzato. Nel primo caso, utilizzato tradizionalmente negli Stati Uniti, l'ordinazione e la consegna avvengono in automatico, senza che la biblioteca abbia confermato l'acquisto dei titoli suggeriti. In questo caso è prevista la possibilità di rese senza oneri. Nel secondo caso la biblioteca è invece chiamata ad effettuare una selezione prima di procedere con l'ordinazione, producendo un elenco stampato o digitale.

## Storia
I precursori del moderno Approval Plan iniziarono ad operare dopo la seconda guerra mondiale, quando furono organizzati programmi di acquisti di massa come il Farmington Plan per consentire alle biblioteche accademiche nord americane di procurarsi libri da aree del mondo in cui la guerra aveva interrotto o aveva reso molto difficoltoso il commercio dei libri. Vari tipi di "piani di raccolta" locali, com'erano definiti, iniziarono negli anni del dopoguerra, quando il sostegno del governo federale favorì le acquisizioni librarie delle biblioteche.
Negli anni Cinquanta "Emerson Greenaway, della Free Library di Filadelfia, elaborò un 'piano di raccolta' (gathering plan), in base al quale gli editori commerciali mandavano copia delle loro pubblicazioni alla biblioteca prima dell’uscita sul mercato. I bibliotecari esaminavano i libri, inoltravano gli ordini e preparavano le schede bibliografiche, così che al momento della pubblicazione dei volumi le schede bibliografiche per il catalogo della biblioteca erano già pronte".
Nei primi anni sessanta Richard Abel, manager della libreria dell'Oregon Reed College di Portland, il quale aveva migliorato i propri affari con le biblioteche accademiche, intraprese questo tipo di servizio. Il fulcro del concetto di Approval Plan deriva proprio dal suo concetto di anticipare, da parte del venditore, gli ordini delle biblioteche cui venivano spediti i libri automaticamente. Nel giro di pochi anni il servizio si diffuse estesamente fra le biblioteche universitarie del Nord America.

## Diffusione in Europa
Anche "le prime esperienze di approval plan di e-book sono state condotte in biblioteche statunitensi". Il servizio si è poi diffuso in Germania, Gran Bretagna, Spagna, Paesi Bassi, Francia e Italia.
In Italia "i bibliotecari hanno dedicato in genere scarsa attenzione" all'Approval Plan, e le tante possibilità che "questo strumento offre" rimangono tali per molte biblioteche italiane. Eppure con il tempo la diffusione è aumentata e non mancano le esperienze, come quella della Biblioteca d’Ateneo dell’Università Cattolica di Milano, che "dal 1998 ha adottato, a fianco delle tradizionali forme di acquisizione dei documenti, la procedura di acquisto su profilo predefinito, nota come approval plan": il progetto, ampliatosi nel tempo, ha come scopo la riduzione dei tempi "che normalmente intercorrono dalla pubblicazione delle novità editoriali all’effettiva disponibilità per gli utenti della biblioteca" e il miglioramento della "crescita delle collezioni di settori per diversi motivi lacunosi o di recente istituzione". Un altro esempio è fornito dal Sistema Bibliotecario d'Ateneo dell'Università degli Studi di Firenze.
In Germania il primo impatto non è stato particolarmente positivo: alcuni bibliotecari specializzati per materia temevano che l'Approval Plan escludesse le loro competenze nelle procedure di acquisizione. Erano state perfino messe in discussione le capacità del personale, con la conseguente percezione di un calo di qualità nella valutazione della professione rispetto al passato. Con il tempo la riorganizzazione delle mansioni, anche nell'ambito dell'impiego della tecnologia, oltre all'esempio pluriennale statunitense hanno favorito un miglioramento della situazione, favorendo l'accettazione e l'adattamento alla considerazione dell'Approval Plan quale risorsa.